# مركبات الخشب الشفاف
مركبات الخشب الشفاف هي مواد خشبية جديدة تتمتع بشفافية تصل إلى 90٪ وخواص ميكانيكية أعلى من الخشب نفسه، والتي تم تصنيعها لأول مرة في عام 1992.
عندما تكون هذه المواد متاحة تجاريًا، من المتوقع أن تكون هناك فائدة كبيرة بسبب خصائصها الحيوية القابلة للتحلل لأنها من الخشب. هذه المواد قابلة للتحلل بشكل ملحوظ أكثر من الزجاج والبلاستيك. الخشب الشفاف هو أيضا شاتيربروف. من ناحية أخرى، قد تكون المخاوف ذات صلة بسبب استخدام اللدائن غير القابلة للتحلل البيولوجي لغرض طويل الأمد، كما هو الحال في البناء.

## التاريخ
قامت مجموعة بحثية بقيادة البروفيسور لارس بيرغلاند  من المعهد الملكي للتكنولوجيا جنبًا إلى جنب مع مجموعة أبحاث جامعة ميريلاند (كوليج بارك) بقيادة الأستاذ ليانغبينغ هو ، بتطوير طريقة لإزالة اللون وبعض المواد الكيميائية من كتل صغيرة من الخشب، متبوعة بإضافة البوليمرات مثل بولي (ميتاكريليت الميثيل) وإيبوكسي، على المستوى الخلوي، مما جعلها شفافة.
بمجرد إصدارها في الفترة ما بين 2015 و 2016، كان للخشب الشفاف تأثير عالمي كبير، مع مقالات في العلوم اليومي،  وايرد،  وول ستريت جورنال،  نيويورك تايمز،  على سبيل المثال لا الحصر.
في الواقع، أعادت تلك المجموعات البحثية اكتشاف عمل من سيغيفرد فينك، وهو باحث ألماني، منذ عام 1992: مع عملية مشابهة للغاية لبرغلند وهو، تحول الباحث الألماني الخشب إلى شفافية لكشف تجاويف محددة من بنية الخشب لغرض تحليلي.

## العملية
كان الخشب الشفاف مبنيًا على فكرة إزالة مكونات امتصاص الضوء (بشكل أساسي من اللجنين)، يليه تسلل بوليمر به مؤشر انكسار مطابق للطبقة الخشبية.

مثال واحد هو عملية من ثلاث خطوات :